# Ralf Thomas

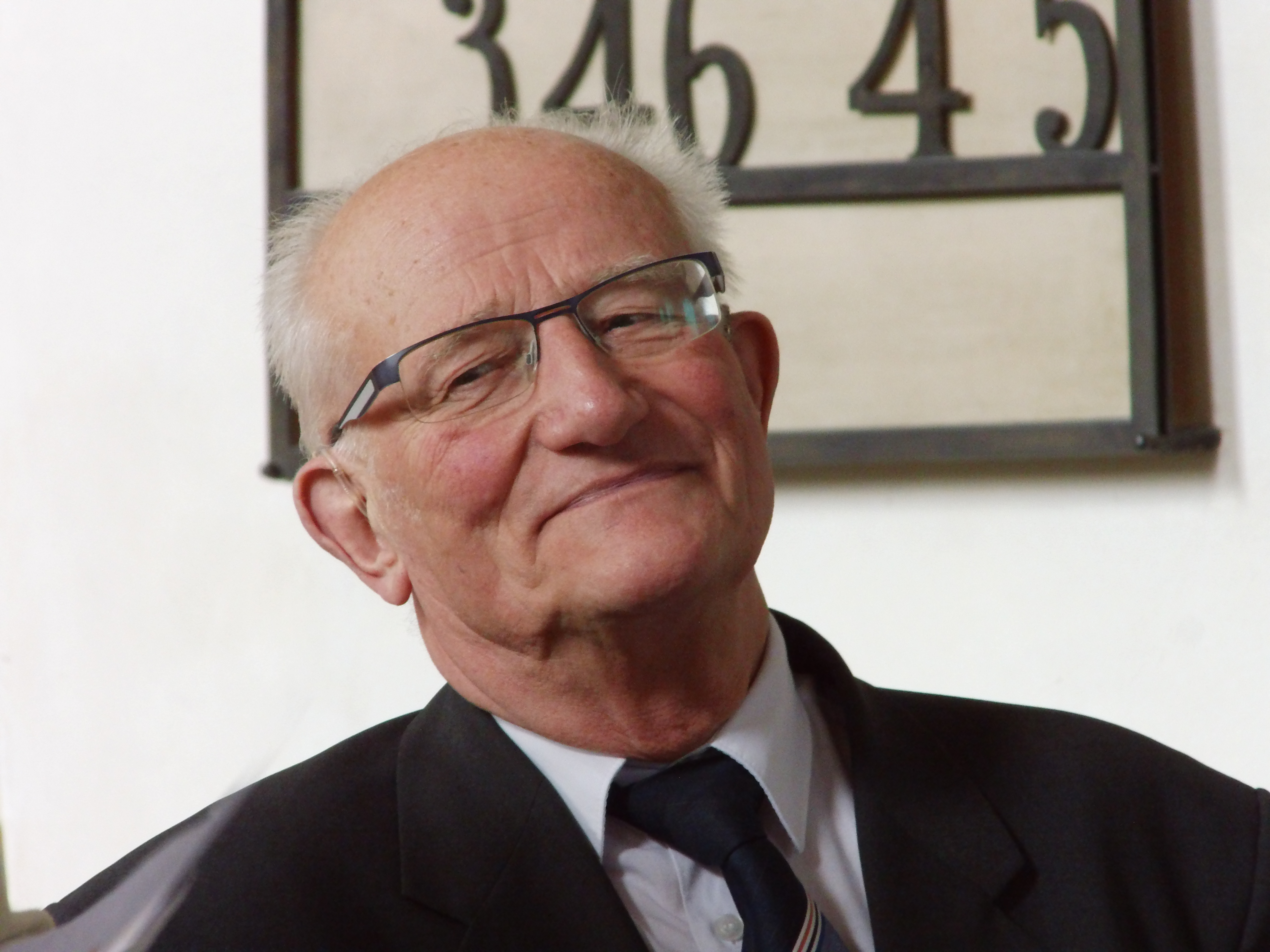
Ralf Thomas (Foto von 2014)

Andreas Ralf Thomas (* 31. Juli 1932 in Wurzen; † 17. September 2018) war ein deutscher evangelisch-lutherischer Theologe, Publizist, Autor, Historiker und Kommunalpolitiker (CDU). Er war bis zur Pensionierung 1997 für die evangelische Kirche tätig – als Pfarrer und Kirchen-Historiker. Mit dem Ruhestand betätigte sich Ralf Thomas zusätzlich in der Kommunalpolitik: Er war seit 1999 Stadtrat in Freital und wurde zuletzt 2014 wiedergewählt.

## Leben
Andreas Ralf Thomas wurde in Wurzen als Sohn von Walter Thomas, Besitzer einer kleinen Pantoffel-Fabrik, und Ehefrau Elsa geboren, wo er von 1939 bis 1951 die Grund- und Hauptschule sowie die Oberschule besuchte und 1947 konfirmiert wurde.
Thomas studierte 1952 bis 1957 Evangelische Theologie an der Universität Leipzig. Nach dem Abschluss mit dem Staatsexamen und der Ordination am 13. Juni 1959 übernahm er 1961 seine erste Pfarrstelle in Dölzig und Priesteblich.
Am 6. Mai 1962 heirateten Ralf Thomas und Ulrike Ott in der Klosterkirche Grimma – die Trauung vollzog der Vater der Braut, Grimmas Superintendent Hellmuth Ott. Die Eheleute Thomas haben zwei Töchter und einen Sohn.
Am 27. Juni 1971 begann mit seinem Einführungs-Gottesdienst Thomas’ Amtszeit als Pfarrer an der Lutherkirche zu Freital-Döhlen. Dort war er bis zur Emeritierung 1997 tätig.
Ralf Thomas gehörte dem wissenschaftlichen Redaktionsbeirat der Sächsischen Heimatblätter an.

## Ehrung
Am 6. Juli 2007 verlieh die Theologische Fakultät der Universität Leipzig Kirchen- und Landes-Historiker Ralf Thomas die Würde des Ehrendoktors der Theologie (= Dr. theol. h. c.) „für den unermüdlichen Einsatz in der Erforschung der Geschichte Sachsens und seiner Kirche, für die Bewahrung von Landes- und Kulturgeschichte in schwieriger Zeit und für die beispielgebende Verbindung von kirchlicher Praxis und wissenschaftlicher Arbeit“.

## Veröffentlichungen
Ralf Thomas hat seit den 1960er Jahren Aufsätze und Beiträge zu verschiedensten historischen Themen veröffentlicht. Er wurde deshalb 2007 mit der Festschrift Leben im Glauben, Geschichte und kommunaler Verantwortung – Schriften für Ralf Thomas zum 75. Geburtstag (Dresden 2007, herausgegeben von Wolfgang Burkhardt, 168 Seiten, ohne ISBN) gewürdigt: In dieser Publikation findet sich unter dem Titel Veröffentlichungen von Ralf Thomas – Auswahl (S. 148–163) die umfangreiche Bibliographie seiner Publikationen seit 1964.
Hervorhebenswert ist zudem die Dokumentation von Ralf Thomas mit dem Titel Die Klosterkirche St. Augustin zu Grimma als Begleitmaterial zur gleichnamigen Ausstellung in der Frauenkirche zu Grimma (genaues Jahr nicht bekannt, vermutlich um 1987), in der erstmals seit vielen Jahren öffentlich das Schicksal der damals fast dem Verfall preisgegebenen Kirchenhauses dargelegt wurde.

## Werke
- Reformation und Landesgeschichte Sachsens. Skizzen eines halben Jahrtausends. Beucha-Markkleeberg 2017, ISBN 978-3-86729-191-0[10]
- Wurzens anfängliche Bindung an Magdeburg. Die Situation zur Zeit der Ersterwähnung im Jahr 961. S. 194 ff in: Wurzen – Tag der Sachsen 2015. Heft 3/2015 als erweiterte Ausgabe der Sächsischen Heimatblätter, Zeitschrift für Sächsische Geschichte, Denkmalpflege, Natur und Umwelt, 61. Jahrgang, Format A4, 321 Seiten, Niederjahna/Meißen 2015
- Wurzener Stiftsland – Sächsische Kirchenverfassung – Historische Kirchenkunde. Aufsätze zur sächsischen Kirchengeschichte. Herausgegeben von Michael Beyer und Alexander Wieckowski. Leipzig 2011, ISBN 978-3-374-02634-0[11]
- Das Wurzener Land um 1100. S. 75–78 in: „Der Rundblick. Kulturspiegel der Kreise Wurzen, Oschatz, Grimma“, 29. Jahrgang, Heft 1/1982, ISSN 0483-5670
- Helmar Junghans (Hrsg.): Das Jahrhundert der Reformation in Sachsen. Herausgegeben im Auftrag der Arbeitsgemeinschaft für Sächsische Kirchengeschichte anlässlich ihres 125-jährigen Bestehens. Leipzig 2005, ISBN 3-374-02311-8[12] – darin ab S. 115: Ralf Thomas: Die Neuordnung der Schulen und der Universität Leipzig[13]